# Marian Susitz
Marian Susitz es una esquiadora de fondo paralímpica de Austria. Representó a Austria en los Juegos Paralímpicos de Invierno de 1988 celebrados en Innsbruck (Austria).
Compitió en la prueba de esquí de fondo y ganó dos medallas: la medalla de plata en la prueba femenina de relevo de 3x5 km en la categoría B1-3 y la medalla de bronce en el evento femenino de corta distancia de 5 km B2. Compitió también en la prueba femenina de larga distancia 10 km B2, quedando en quinta posición.